# Panose
Panose é um carboidrato trissacarídeo, composto por três moléculas de glicose (ou ainda, uma molécula de maltose e uma de glicose). Panose é o segundo carboidrato mais doce, perdendo apenas para a sacarose, porém ele é não-cariogênico. Hidrossolúvel, vem das folhas.